# カヴェッツォ
カヴェッツォ（伊: Cavezzo）は、イタリア共和国エミリア＝ロマーニャ州モデナ県にある、人口約7,100人の基礎自治体（コムーネ）。

## 地理

### 位置・広がり

#### 隣接コムーネ
隣接するコムーネは以下の通り。
- カルピ
- メドッラ
- ミランドラ
- ノーヴィ・ディ・モーデナ
- サン・ポッシドーニオ
- サン・プロスペロ

### 気候分類・地震分類
カヴェッツォにおけるイタリアの気候分類 (it) および度日は、zona E, 2202 GGである。
また、イタリアの地震リスク階級 (it) では、zona 3 (sismicità bassa) に分類される。